# 刘建军 (马克思主义专家)
刘建军(1963年10月—)，山东博兴人，毕业于中国人民大学，现任中国人民大学马克思主义学院教授，中华人民共和国教育部长江学者特聘教授，从事马克思主义理论和思想政治教育研究。

## 著作
- 《马克思主义信仰论》
- 《信仰追问》
- 《寻找思想政治教育的新视角》